# Lumbrineridae
Famille
Synonymes
- Lysaretidae Kinberg, 1865[2]

Les Lumbrineridae sont une famille de vers annélides polychètes marins de l'ordre des Eunicida. 

## Liste des genres
Selon World Register of Marine Species (5 janvier 2019) :
- genre Abyssoninoe Orensanz, 1990
- genre Aotearia Benham, 1927
- genre Augeneria Monro, 1930
- genre Cenogenus Chamberlin, 1919
- genre Eranno Kinberg, 1864
- genre Gallardoneris Carrera-Parra, 2006
- genre Gesaneris Carrera-Parra, 2006
- genre Helmutneris Carrera-Parra, 2006
- genre Hilbigneris Carrera-Parra, 2006
- genre Kuwaita Mohammad, 1973
- genre Loboneris Carrera-Parra, 2006
- genre Lumbricalus Frame, 1992
- genre Lumbrinerides Orensanz, 1973
- genre Lumbrineriopsis Orensanz, 1973
- genre Lumbrineris Blainville, 1828
- genre Lysarete Kinberg, 1865
- genre Ninoe Kinberg, 1865
- genre Ophiuricola Ludwig, 1905
- genre Paraninoe Levenstein, 1977
- genre Scoletoma Blainville, 1828
- genre Sergioneris Carrera-Parra, 2006